# Communauté de communes du canton de Loulay
La Communauté de communes du canton de Loulay est une ancienne communauté de communes française, située dans le département de la Charente-Maritime et la région Poitou-Charentes. Elle a été dissoute le 31 décembre 2013 et ses communes membres ont rejoint la Communauté de communes des Vals de Saintonge.

## Composition
Lors de sa dissolution, elle était composée des communes relevant toutes du canton de Loulay :
1. Bernay-Saint-Martin
2. Coivert
3. Courant
4. La Croix-Comtesse
5. Dœuil-sur-le-Mignon
6. La Jarrie-Audouin
7. Loulay
8. Lozay
9. Migré
10. Saint-Félix
11. Saint-Martial
12. Saint-Pierre-de-l'Isle
13. Saint-Séverin-sur-Boutonne
14. Vergné
15. Villeneuve-la-Comtesse

## Compétences
- Aménagement de l'espace
  - Constitution de réserves foncières (à titre obligatoire)
  - Création et réalisation de zone d'aménagement concerté (ZAC) (à titre obligatoire)
  - Organisation des transports non urbains (à titre facultatif)
  - Schéma de cohérence territoriale (SCOT) (à titre obligatoire)
- Développement et aménagement économique
  - Action de développement économique (Soutien des activités industrielles, commerciales ou de l'emploi, soutien des activités agricoles et forestières...) (à titre obligatoire)
  - Création, aménagement, entretien et gestion de zone d'activités industrielle, commerciale, tertiaire, artisanale ou touristique (à titre obligatoire)
  - Tourisme (à titre obligatoire)
- Développement et aménagement social et culturel
  - Activités culturelles ou socioculturelles (à titre facultatif)
  - Activités périscolaires (à titre facultatif)
  - Activités sportives (à titre facultatif)
  - Construction ou aménagement, entretien, gestion d'équipements ou d'établissements culturels, socioculturels, socioéducatifs, sportifs (à titre optionnel)
  - Établissements scolaires (à titre optionnel)
  - Transport scolaire (à titre facultatif)
- Environnement - Collecte et traitement des déchets des ménages et déchets assimilés (à titre optionnel)
- Logement et habitat - Programme local de l'habitat (à titre optionnel)
- Voirie - Création, aménagement, entretien de la voirie (à titre optionnel)
- Autres - Réalisation d'aire d'accueil ou de terrains de passage des gens du voyage

## Historique
- 30 novembre 1993 : arrêté no 93-2440 fixant la liste des communes concernées par le projet de création de la communauté de communes
- 28 décembre 1993 : arrêté no 93-2807 portant création de la communauté de communes
- 31 décembre 2013 : dissolution de la communauté de communes.

## Quelques données géographiques en 2006
- Superficie : 176,36 km2, (soit 2,57 % du département).
- Population en 2006 : 4 863 habitants (soit 0,81 % de la population du département).

C'est la deuxième communauté de communes la moins peuplée de Charente-Maritime et, avec la Communauté de communes du Val de Trézence, de la Boutonne à la Devise, elle fait partie des deux structures intercommunales du département dont la population est inférieure à 5 000 habitants.
- Densité de population en 2006 : 28 hab/km2, (Charente-Maritime : 87 hab/km2).

C'est avec la Communauté de communes du Val de Trézence, de la Boutonne à la Devise et la Communauté de communes du canton d'Aulnay-de-Saintonge, l'une des trois structures intercommunales de Charente-Maritime dont la densité de population est la plus faible du département (plus de trois fois inférieure à la moyenne départementale).
- Évolution annuelle de la population (entre 1999 et 2006): + 0,02 % (+ 1,07 % pour le département).
- Évolution annuelle de la population (entre 1990 et 1999): - 0,23 % (+ 0,61 % pour le département).
- Pas de commune de plus de 2 000 habitants.
- Pas de ville de plus de 15 000 habitants.

Cette structure intercommunale faisait partie des sept communautés de communes de Charente-Maritime à ne pas avoir de commune de plus de 2 000 habitants, les six autres étant la Communauté de communes du canton d'Aulnay-de-Saintonge, la Communauté de communes Vignobles et Vals boisés du Pays Buriaud, la Communauté de communes des bassins Seudre-et-Arnoult, la Communauté de communes du canton de Saint-Hilaire-de-Villefranche, la Communauté de communes du Val de Trézence, de la Boutonne à la Devise  et la Communauté de communes Charente-Arnoult-Cœur de Saintonge.

## Sources
- Le splaf - (Site sur la Population et les Limites Administratives de la France)
- La base aspic de la Charente-Maritime - (Accès des Services Publics aux Informations sur les Collectivités)